# Clathrus transvaalensis
Clathrus transvaalensis ist eine Pilzart aus der Familie der Stinkmorchelverwandten, die in Südafrika vorkommt.

## Merkmale

### Makroskopische Merkmale
Der Fruchtkörper von Clathrus transvaalensis entwickelt sich wie alle Gattungsvertreter aus einem Hexenei. Es ist eiförmig, weißlich und glatt und bis zu 4,5 cm im Durchmesser. Es wurzelt mit von einem oder mehreren dicken Myzelsträngen. Die Peridie (Außenhaut) bildet eine Volva mit lockeren Maschen des Rezeptakulums. Aufgeschnitten ist außen die dünne Peridie zu sehen, dann eine bis zu 9 mm dicke gelatinöse Schicht durchzogen von deutlichen, weißen Nähten. Das Rezeptaculum wird bis zu acht mal fünf Zentimeter groß und hat die Form eines fast eiförmiges, an der Basis abgeflachten, weitmaschigen Netzes. Meist ist eine Masche an der Spitze, umgeben von einem Kreis von fünf Maschen, dann noch ein Kreis von sieben Maschen und acht vertikal verlängerten Maschen in der unteren Hälfte. Die Arme sind cremefarben bis blassgelb mit einem rosa Farbstich im oberen Drittel. Sie sind brüchig, 3,5 bis 11 mm breit und im Querschnitt abgerundet dreieckig. Die nicht reichlich vorhandene Gleba ist dunkel olivgrün bis braun. Sie ist auf die glebahaltigen Organe beschränkt, die sich auf den Schnittstellen der Arme und teilweise auf den Armen befinden. Die Organe sind kissenförmig mit Maschen, an denen die schleimige Sporenmasse austritt. Die Sporenmasse ist nur wenig übelriechend. Der Geruch wird auch als fruchtig nach Maracuja und Ananas riechend beschrieben.

### Mikroskopische Merkmale

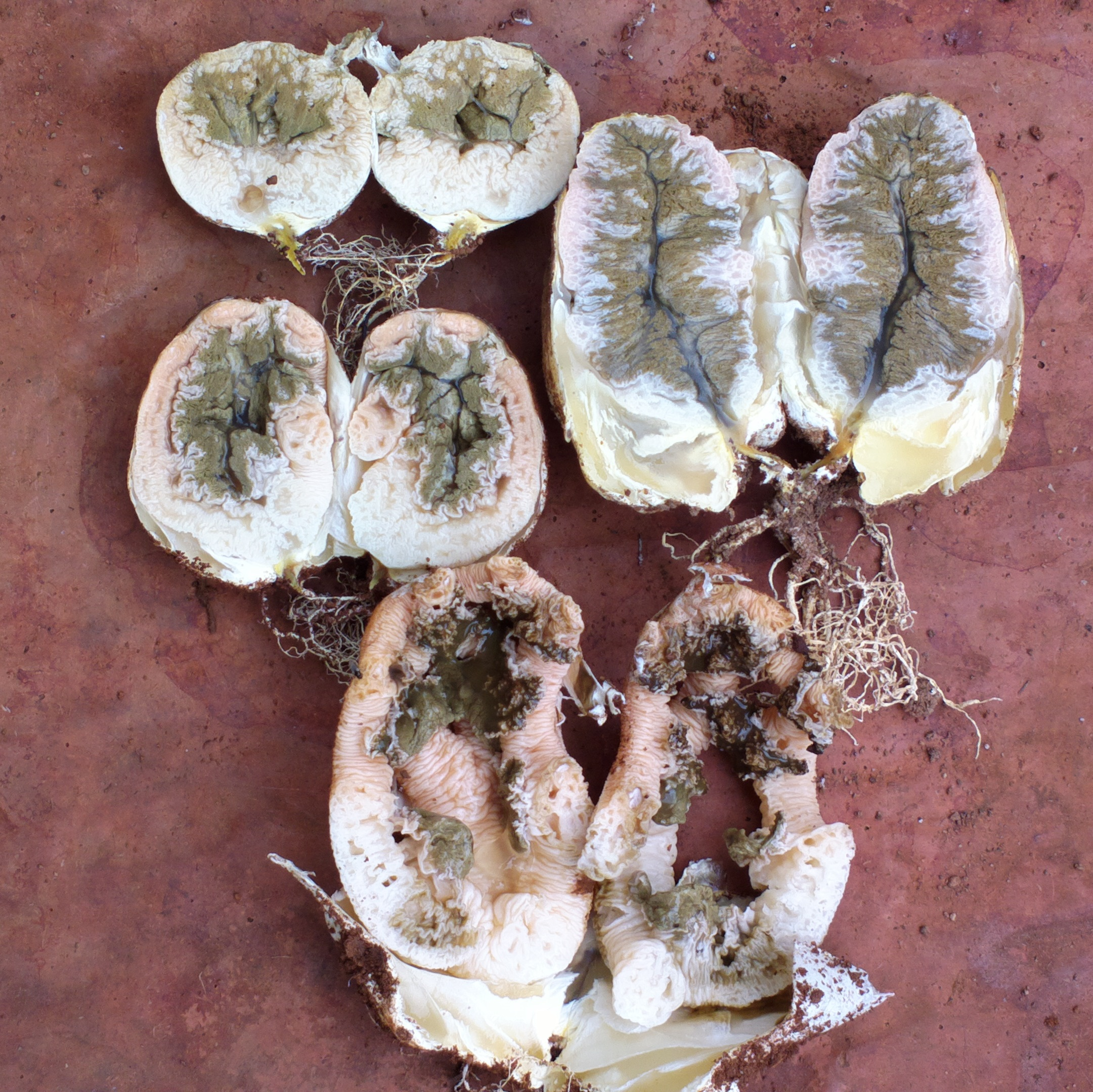
Aufgeschnittene Hexeneier in Bapsfontein in der Nähe von Pretoria

Die fast zylindrischen Sporen sind vier bis viereinhalb μm lang und ein bis fünf μm breit.

## Ökologie und Verbreitung
Clathrus transvaalensis ist wahrscheinlich wie alle Gitterlinge saprob. Er wächst in Gruppen am Boden zwischen Gras oder Laubstreu. Er fruktifiziert im Sommer. Er ist in Südafrika in der Provinz Gauteng bekannt.

## Namensherkunft
Das Artepitheton bezieht sich auf den ersten Fundort in der ehemaligen Provinz Transvaal. Der deutsche Gattungsname Gitterlinge bezieht sich auf die gitterförmige Struktur.

## Systematik
Clathrus transvaalensis wurde 1990 von Albert Eicker und Derek A. Reid erstbeschrieben. Der Holotypus wurde im Pretoria Country Club in Transvaal gefunden.